# Rathaus Kreuzberg
Das Rathaus Kreuzberg ist ein Verwaltungsgebäude in der Yorckstraße 4–11 im Berliner Bezirk Friedrichshain-Kreuzberg und beherbergt Teile des Bezirksamtes Friedrichshain-Kreuzberg mit der Abteilung für Gesundheit, Soziales und Beschäftigung (GesSoz) sowie der Abteilung für Bauen, Wohnen und Immobilienservice (BWI) und das Bürgeramt 1.
Das zehngeschossige Gebäude aus den Jahren 1950/1951 von Willy Kreuer ist ein typischer Nachkriegsbau mit schlichter Fassadengestaltung. Vor dem Eingang steht eine Bronze-Büste des ehemaligen sozialdemokratischen Kreuzberger Bürgermeisters Carl Herz aus dem Jahre 1985, die von Joachim Dunkel geschaffen wurde. Im 10. Stock befindet sich die Kantine des Bezirksamtes, die für die Mitarbeiter und die Bevölkerung Frühstück und Mittagessen anbietet. Der früher betriebene Paternosteraufzug ist nicht mehr verfügbar.

## Galerie

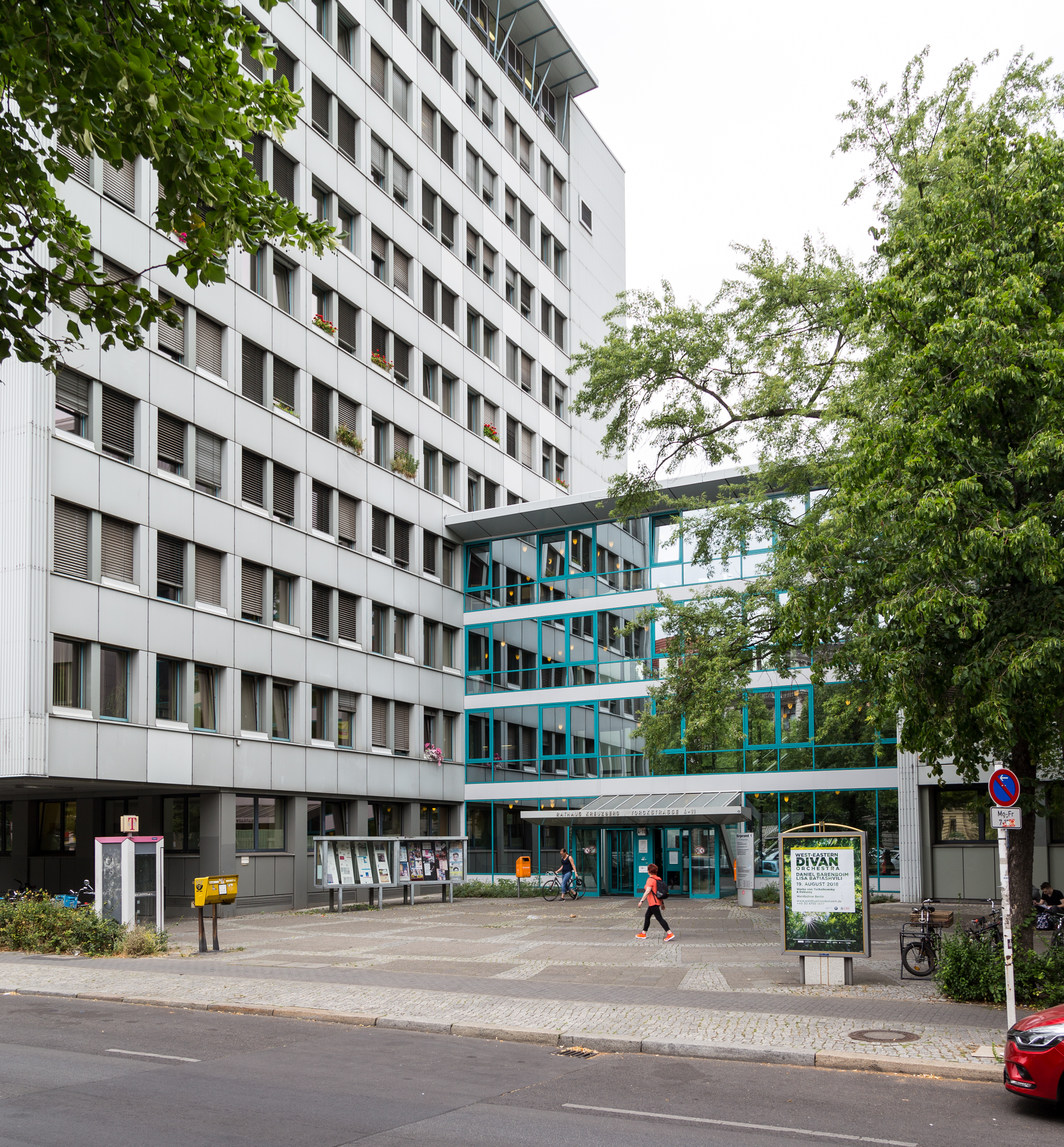
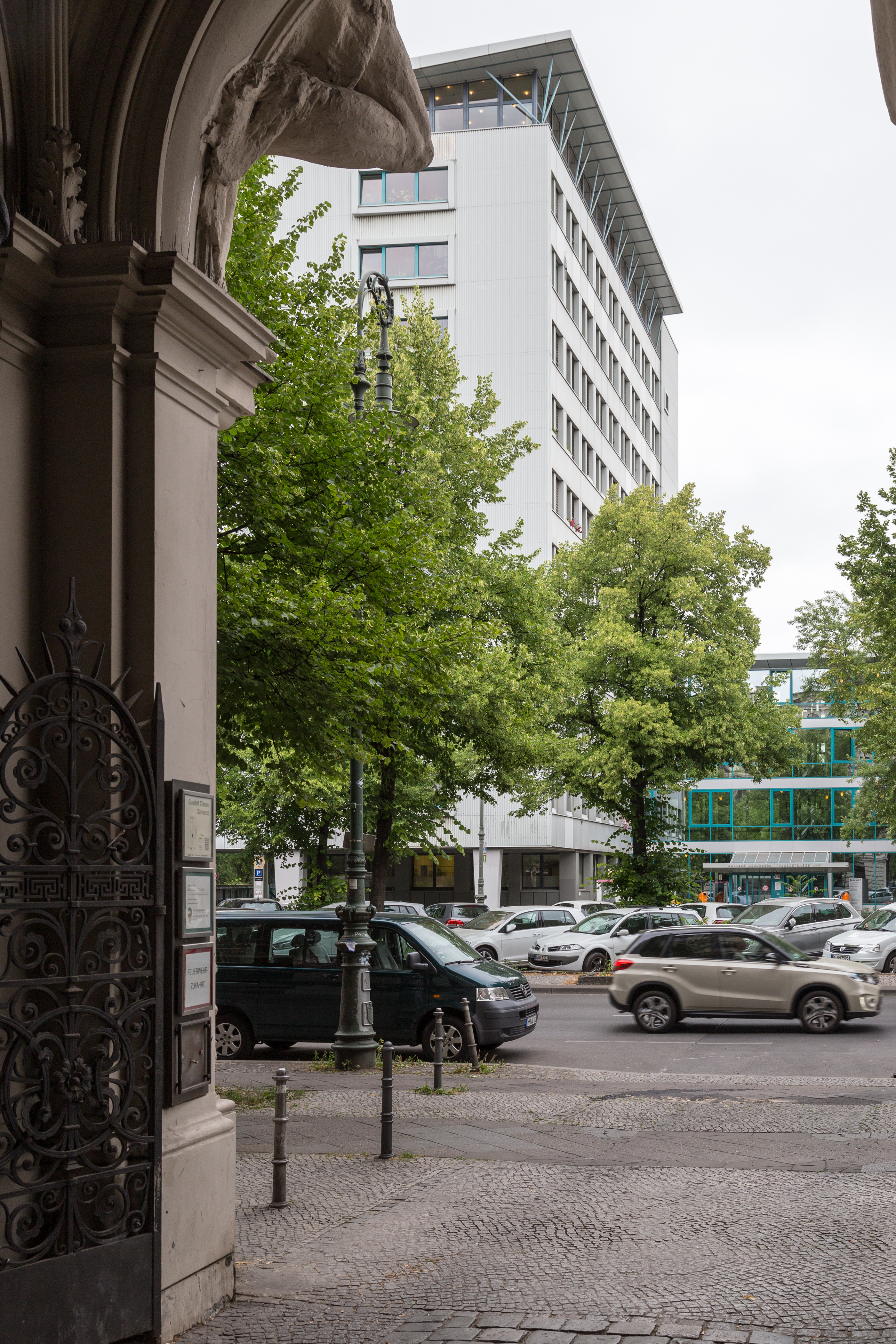
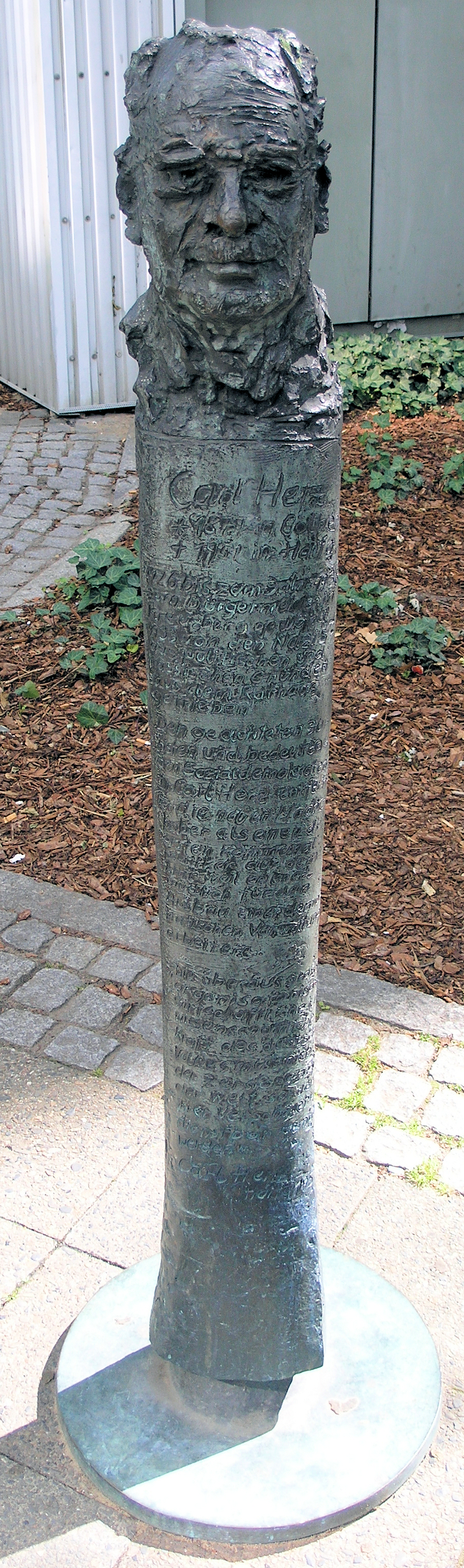